# Masters of Dark Fire
Masters of Dark Fire sind eine Dark-Rock-Band aus Berlin, die 2004 gegründet wurde.

## Geschichte
Masters of Dark Fire sind Azrayl, ToXiCa, Raya, Frost und NN. Das Line-up ist altersgemischt. Die Gruppe hat europaweit Auftritte so im Berliner K 17, Knaack Club, Club Kalma in Helsinki sowie in zahlreichen weiteren Clubs und Festivals. Als Vorband von Jack Whites Allstar-Band The Raconteurs spielten Masters of Dark Fire 2006 im E-Werk Köln und im Postbahnhof Berlin. Masters of Dark Fire gewannen 2008/2009 den Battle of the Bands des Musikmagazins Sonic Seducer. Sie stehen bei Danse Macabre unter Vertrag. Das Debütalbum Dead Spots ist im Januar 2010 erschienen.

## Stil
Der Stil von Masters of Dark Fire kann als Dark Rock bezeichnet werden. Die Lieder werden durch Keyboardzuspielungen und Samples angereichert.

## Diskografie
- 2010: Dead Spots (Danse Macabre)